# Huevos carlistas

Bandera de los carlistas

Los huevos carlistas (denominados también huevos a la carlista y también huevos a la navarra a veces como huevos encapotados) es una preparación de huevos fritos que se recubren de una salsa bechamel y se empanan, de forma similar a una croqueta, para ser vueltos a freír hasta dorarlos. Esta preparación es originaria de la cocina navarra.

## Historia
La primera referencia escrita de esta preparación se encuentra en el Almanaque de Conferencias Culinarias de 1874 de una carta dirigida a Ángel Muro procedente del periodista de Blanco y Negro Andrés Miralles. Según autores el nombre puede deberse a los colores de la bandera carlista. Es posible que existieran antes de esta fecha y la denominación «huevos con capota», haciendo alusión al recubrimiento de la segunda fritura como una capota o cubierta.

## Características
Esta preparación consiste en una doble fritura de huevos, en la primera se consigue un simple huevo estrellado ligeramente crudo, lo suficiente para que cuaje la yema en el aceite hirviendo. Es habitual hacerlo en una especie de presilla (u molde) con el objeto de que quede redondo. Tras su primera fritura se aparta en un papel secante con el objeto de que pierdan el aceite de su superficie. Cuando se han enfriado se recubren de una salsa (es habitual una beschamel ligeramente caliente) para que pueda empanarse y se procede a una segunda fritura en aceite hirviendo hasta que logran dorarse. Las recetas que mencionan a los huevos como encapotados describen a la salsa de la segunda fritura como «salsa de encapotar» (pasta de freír). Se pueden presentar solos o en una salsa de tomate. Se sabe que están bien elaborados si quedan con forma de croqueta y al romperse sale desparramada la yema.